# Rise & Fall
«Rise & Fall» (рус. Взлёт и падение) — песня британского R&B исполнителя Крейга Дэвида, третий сингл из его второго студийного альбома Slicker Than Your Average. Песня была записана в дуэте с британским рок-музыкантом Стингом, она вернула интерес аудитории к Дэвиду — добравшись до второй строчки в британском хит-параде. Этот трек стал самым большим хитом альбома.

## История создания
Мелодия песни основана на семпле из композиции «Shape of My Heart» Стинга. Песня попала в Top-10 Australian Singles Chart, наряду ещё одним синглом Дэвида — «What’s Your Flava?». Также она стала первым DVD-синглом Дэвида.
Гёрл-группа Sugababes выпустила свою версию песни под названием «Shape» — она была издана месяцем ранее, в ней также использовался семпл из композиции Стинга.
Музыкальное видео было снято клипмейкерами Max & Dania, которые уже поучаствовали в создании многих клипов Дэвида.

## Список композиций
| №  | Название                                                        | Длительность |
| -- | --------------------------------------------------------------- | ------------ |
| 1. | «Rise & Fall» (Video Edit) (вместе со Стингом)                  | 4:20         |
| 2. | «Rise & Fall» (Blacksmith Hip Hop Rub featuring Fallacy)        | 3:32         |
| 3. | «Rise & Fall» (MJ Cole Remix)                                   | 6:18         |
| 4. | «Rise & Fall» (Rishi Rich Desi Kulcha Remix (вместе со Juggy D) | 5:00         |
| 5. | «Rise & Fall» (Video)                                           | 3:11         |

| №  | Название                                                         | Длительность |
| -- | ---------------------------------------------------------------- | ------------ |
| 1. | «Rise & Fall» (Performance Video) (вместе со Стингом)            |              |
| 2. | «What's Changed» (Album Version) - (Галереи изображений + аудио) |              |
| 3. | «Интервью для MTV» (Video)                                       |              |

## Хит-парады
«Rise & Fall» добралась до второй строчки британского хит-парада, и провела десять недель в Top-75. Также, она заняла шестое место в Australian Singles Chart.
| Хит-парад (2003)                | Высшая позиция |
| ------------------------------- | -------------- |
| Австралия (ARIA)                | 6              |
| Австрия (Ö3 Austria Top 40)     | 51             |
| Бельгия/Фландрия (Ultratop 50)  | 17             |
| Бельгия/Валлония (Ultratop 50)  | 17             |
| Дания (Tracklisten)             | 11             |
| Франция (SNEP)                  | 15             |
| Германия (GfK)                  | 15             |
| Венгрия (Rádiós Top 40)         | 1              |
| Ireland (IRMA)                  | 5              |
| Италия (FIMI)                   | 9              |
| Нидерланды (Dutch Top 40)       | 9              |
| Норвегия (VG-lista)             | 17             |
| Romania (Romanian Top 100)      | 1              |
| Швеция (Sverigetopplistan)      | 35             |
| Швейцария (Schweizer Hitparade) | 11             |
| UK Singles Chart                | 2              |

## Даты выхода
| Страна         | Дата           | Формат                                              | Лейбл             | Ref.          |
| -------------- | -------------- | --------------------------------------------------- | ----------------- | ------------- |
| Великобритания | 28 апреля 2003 | CD                                                  | Wildstar          | [ 15 ] [ 16 ] |
| Япония         | 21 мая 2003    | CD                                                  | Telstar           | [ 17 ]        |
| США            | 2 июня 2003    | Contemporary hit rhythmic contemporary hot AC radio | Wildstar Atlantic | [ 18 ]        |